# Uruguay (vaixell)
Uruguay és el nom que va rebre des del 1934 un vaixell-presó, famós durant la guerra civil espanyola.

## Característiques
El seu nom original era Infanta Isabel de Borbón. Va ser construït a les drassanes de William Denny Bros a Dumbarton (Escòcia), botat al mar en 1912 i acabat al febrer de 1913. Estava fet d'acer, mesurava 146,53 metres d'eslora, 18,4 de màniga i 10,8 de puntal. i pesava 10.348 tones. Estava proveït de tres hèlixs mogudes per dues màquines de vapor de triple expansió, que li van donar una velocitat en proves de 18,64 nusos. El 1918 podia traslladar 1.924 persones, inclosos els 280 tripulants.

## El servei intercontinental com aInfanta Isabel de Borbón
El vapor fou adquirit per la Companyia Transatlàntica, una de les principals navilieres espanyoles, i que des de 1888 feu el trajecte des de la península Ibèrica fins al Mar del Plata. Des de 1919 la línia sortí de Barcelona. Després de tocar diversos ports espanyols, en 18 dies arribava a Rio de Janeiro i Montevideo i l'endemà a Buenos Aires. La línia es va mantenir activa fins al 1932 i el vaixell aleshores va restar fora de servei al port de Barcelona.

## El rebateig com a vaixell-presóUruguay
Cap a l'octubre de 1934 fou adquirit pel govern de la Segona República Espanyola juntament amb el Manuel Arnús i l'Argentina, i rebatejat amb el nom d'Uruguay. Fou emprat com a presó per primer cop durant el bienni negre per tal de fer de presó, inicialment, del president Lluís Companys i els consellers de la Generalitat de Catalunya fets presoners arran dels fets del sis d'octubre de 1934. Arribà a haver-hi confinats 2.500 persones, majoritàriament polítics, funcionaris i professionals liberals. També hi fou tancat els membres del Patronat Universitat, amb el seu president, Pompeu Fabra. Companys i els seus consellers hi van romandre fins que el 7 de gener de 1935 foren traslladats a la presó Model de Madrid per a complir condemna de 30 anys de presó.
Però quan prendria més notorietat en aquest paper fou durant la guerra civil espanyola. Després del fracàs del cop d'estat del 18 de juliol de 1936 a Barcelona hi foren confinats els generals Manuel Goded Llopis i Álvaro Fernández Burriel abans del seu judici i posterior condemna a mort.
L'Uruguay passà a dependre del Servei d'Informació Militar (SIM), organisme d'intel·ligència creat per la República que va disposar de gran autonomia i fou majorment controla per "comunistes espanyols fidels a les directives de l'URSS estalinista". Això va provocar que a les cel·les del vaixell-presó coincidissin falangistes i franquistes amb dissidents ideològics, enemics potencials o reals de Stalin. Les condicions de vida dels presos eren lamentables, amuntegats a les cabines, amb brutícia i rates, menjar escàs i tractament brutal. Sovint alguns dels tancats eren trets per a ser executats sense judici als fossats de Santa Helena del Castell de Montjuïc. El director del vaixell-presó era el tinent d'assalt Anastasio Sánchez Monroy, militant comunista i descrit pels presos com a individu sinistre. Entre els presos que passaren pel vaixell hi hagué Rafael Ulled i Altemir o el falangista Rafael Sánchez Mazas.

## Enfonsament i desballestament
Durant el bombardeig del port de Barcelona del 16 de gener de 1939 van ser enfonsats un total de 25 vaixells, entre ells l'Uruguay. Els presoners que encara hi quedaven van tenir sort diversa: uns foren alliberats, d'altres foren afusellats. El vaixell va romandre avariat i enfonsat al port fins que fou reflotat el juliol de 1939, però ja no va tornar a navegar. El 1942 fou desballestat i venut com a ferralla.